# آزمایش‌های گانزفلد

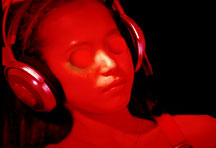
شرکت‌کننده در یک آزمایش دورآگاهی گانزفلد

آزمایش‌های گانزفلد (به انگلیسی: Ganzfeld experiments) تکنیکی است که در فراروان‌شناسی برای سنجش ادراک فراحسی افراد می‌باشد. آزمایش‌های گانزفلد در میان آخرین آزمایش‌ها در فراروان‌شناسی برای آزمایش دورآگاهی هستند.
تا به حال به بازتولید دارای ثبات رای و مستقل از آزمایش‌های گانزفلد دست یافته نشده‌است.

## آزمایش‌ها
در روش گانزفلد، ارتباط اندیشه‌خوانی (تله‌پاتی) بین دو آزمودنی، یکی به‌عنوان گیرنده و دیگری به‌عنوان فرستنده، بررسی می‌شود. گیرنده در اتاقی خلوت و ضد صوت در حالت انزوای ادراکی خفیف نگهداشته می‌شود: دو نیمهٔ توپ پینگ‌پونگ نیمه‌شفاف روی چشم‌ها و دو گوشی روی گوش‌های او قرار می‌گیرد. اتاق با نور قرمز پخشیده (diffuse) روشن می‌شود، و نوفه (white nosie) (صدای پارازیت) از راه گوش‌ها به گوش آزمودنی می‌رسد. (نوفه، آمیزه‌ای تصادفی از بسامدهای صوتی مختلف است، شبیه صدائی که با تغییر موج رادیو بین ایستگاه‌ها شنیده می‌شود) این محیط بینایی و شنوایی همگن را گانزفلد می‌نامند که یک واژهٔ آلمانی به‌معنی میدان همگن است.
بسیاری از فراروانشناسان، خود را در زمرهٔ دانشمندانی می‌دانند که همان قواعد مرسوم پژوهش علمی را برای شناخت پدیده‌هائی که بی‌شک غیرعادی هستند، به‌کار می‌برند. در عین حال، ادعاهائی که در مورد پدیده‌های فراروانی می‌شود چندان خارق‌العاده و همانند باورهای خرافی است که برخی از دانشمندان، فراروانشناسی را در زمرهٔ امور غیرممکن می‌دانند و در مشروعیت پژوهش‌های فراروانشناختی تردید دارند. البته چنین پیشداوری‌هائی جائی در علم ندارد، و سؤال اساسی این است که آیا شواهد تجربی ارائه شده از نظر معیارهای علمی قابل‌قبول است یا نه. با وجود این، بسیاری از روانشناسانی که هنوز به مسائل فراروانی به‌دیدهٔ تردید می‌نگرند، در عین حال می‌پذیرند که ممکن است شواهد تازهٔ قانع‌کننده‌تری پیدا شود. بسیاری از فراروانشناسان نیز بر این باور هستند که روش‌های آزمایشی اخیر هم‌اکنون چنین شواهدی را به‌دست داده‌اند یا می‌توانند در آینده به‌دست دهند. اینک می‌پردازیم به امیدبخش‌ترین این روش‌ها که روش گانزفلد (ganzfeld procedure) است.
آزمودنی فرستنده در اتاقی خلوت و ضد صوت می‌نشیند، و محرک دیداری (عکس، اسلاید، یا صحنهٔ کوتاهی از یک فیلم ویدئویی) به‌صورت تصادفی از میان مجموعه‌ای از محرک‌های مشابه به‌عنوان هدف انتخاب می‌شود. وقتی فرستنده توجه خود را بر محرک هدف متمرکز می‌کند، گیرنده می‌کوشد با بیان تصاویر ذهنی و تداعی‌های آزاد خود، محرک هدف را توصیف کند. به‌محض تمام شدن جلسه، چهار محرک که یکی از آن‌ها محرک هدف است به گیرنده عرضه می‌شود تا آن‌ها را برحسب میزان همخوانی با تصاویر ذهنی و تداعی‌های خود در طول جلسهٔ گانزفلد، درجه‌بندی کند. اگر گیرنده بالاترین درجه را به محرک هدف بدهد، یک نمره به حدس درست (direct hit) او تعلق می‌گیرد.
از هنگام معرفی این روش در ۱۹۷۴ تاکنون بیش از ۵۰ آزمایش با این روش انجام شده‌است. هر آزمایش شامل تقریباً ۳۰ جلسهٔ گانزفلد است که در آن گیرنده می‌کوشد هدفی را که فرستنده ارسال داشته، تشخیص دهد. تحلیل نتایج ۲۸ تحقیق (شامل مجموعه‌ای از ۸۳۵ جلسهٔ گانزفلد که پژوهشگران در ۱۰ آزمایشگاه مختلف برگزار کرده‌اند) نشان می‌دهد که آزمودنی‌ها توانسته‌اند در ۳۸ درصد موارد، محرک هدف را درست انتخاب کنند. از آنجا که آزمودنی باید محرک هدف را از بین چهار گزینه انتخاب کند، به‌طور تصادفی در ۲۵ درصد موارد موفق خواهد بود. به این ترتیب، نتیجهٔ حاصل از آزمایش‌ها از نظر آماری بسیار معنی‌دار است، زیرا احتمال تصادفی بودن این نتیجه کمتر از یک میلیاردم است (بم - Bem و هانرتون - Honorton در ۱۹۹۴).

## مجادله بر سر شواهد
در سال‌های ۱۹۸۵ و ۱۹۸۶ مجلهٔ فراروانشناسی، نتایج بررسی وسیعی را در مورد پژوهش‌های گانزفلد منتشر کرد که بیشتر تکیه داشت بر مناظره ری‌هایمن (Ray Hyman)، روانشناس شناختی و منتقد فراروانشناسی، با چارلز هانرتون، محقق فراروانشناسی و از فعالان سرشناس در گردآوری داده‌های گانزفیلد. این دو محقق در مورد نتایج کمی توافق دارند، اما تفسیر آن‌ها از نتایج متفاوت است (هایمن، ۱۹۹۴، ۱۹۸۵؛ هایمن و هانرتون، ۱۹۸۶؛ هانرتون، ۱۹۸۵). ما از مباحثهٔ آنان برای بررسی مسائل مربوط به ارزیابی ادعاهای فراروانی استفاده خواهیم کرد.

### مسئلهٔ تکرارپذیری (replication)
در علم به‌طور کلی تا وقتی پژوهشگران مختلف پدیده‌ای را مکرراً مشاهده و تأیید نکنند، آن پدیده اثبات شده تلقی نمی‌شود؛ بنابراین، مهم‌ترین انتقاد در این زمینه این بوده که فراروانشناسی هنوز نتوانسته‌است در خصوص صحت پدیده‌های فراروانی حتی یک مدرک معتبر ارائه دهد که سایر پژوهشگران بتوانند آن را تکرار کنند. حتی پژوهشگر واحدی که افراد معینی را چند بار آزمایش می‌کند ممکن است در یک مورد نتایج آماری معنی‌داری به‌دست‌آورد اما در موارد دیگر موفق نباشد. روش گانزفلد نیز از این قاعده مستثنی نیست. از میان ۲۸ پژوهش مورد استناد در مباحثهٔ فوق در ۴۳ درصد موارد، نتایج آماری معنی‌دار بود.
مؤثرترین پاسخی که فراروانشناسان می‌توانستند به این انتقاد بدهند در واقع خود روانشناسان مطرح کرده‌اند. بسیاری از آماردانان و روانشناسان از توجه روانشناسی به‌سطح معنی‌داری آماری (statistical significance level) به‌عنوان یگانه شاخص موفقیت هر تحقیق ناخشنود هستند، و به‌جای آن به‌طور فزاینده از فراتحلیل (meta-analysis) استفاده می‌کنند. فراتحلیل فنی آماری است که در آن، مجموعه پژوهش‌های انجام‌شده دربارهٔ پدیدهٔ معینی، به مثابهٔ یک آزمایش بزرگ، و هریک از آن پژوهش‌ها به‌عنوان مشاهده‌ای منفرد تلقی می‌شود. از این‌رو، هر تحقیقی که نتایجی (ولو غیرمعنی‌دار از نظر آماری) در تأیید پدیده‌ای به‌دست دهد، باز به توان (power) کلی و پایائی آن پدیده کمک می‌کند و نباید به‌عنوان موردی از عدم موفقیت در تکرارپذیری نتایج، به‌سادگی کنار گذاشته شود. (روزنتال - Rosenthal در ۱۹۸۴؛ گلاس - Glass، مک‌گا - McGaw، و اسمیت - Smith در ۱۹۸۱).
از این دیدگاه، تحقیقات گانزفلد از تکرار پذیری چشمگیری برخوردار است: از ۲۸ تحقیق، ۲۳ مورد آن نتایج مثبت داشته‌اند و این نتیجه‌ای است که احتمال وقوع تصادفی آن کمتر از یک در هزار است.
توان هر آزمایش در تکرار هر اثر معینی، به‌میزان نیرومندی آن اثر و تعداد مشاهدات بستگی دارد. اگر اثری ضعیف باشد، کم‌بودن تعداد آزمودنی سبب خواهد شد این اثر در سطح معنی‌دار آماری نمایان نشود، ولو آنکه واقعی باشد. در موقعیت آزمایشی گانزفلد، اگر اثر آزمایشی واقعاً وجود داشته باشد و میزان حدس درست در آن ۳۸ درصد باشد، در آن‌صورت از لحاظ آماری باید انتظار داشت که در تحقیقات ۳۰ جلسه‌ای گانزفلند (میانگین جلسات ۲۸ تحقیق) تنها تقریباً در یک‌سوم موارد اثر فراروانی مثبت، و از نظر آماری معنی‌دار، به‌دست آید (آتس - Utts در ۱۹۸۶).
خلاصه اینکه، واقع‌بینانه نیست انتظار داشته باشم که هر پدیدهٔ واقعی در هر زمان و با هر پژوهشگر واجد شرط قابلیت تکرارپذیر باشد. تکرارپذیری مسئلهٔ پیچیده‌ای است، و به‌تدریج ثابت می‌شود که فراتحلیل ابزار ارزشمندی برای حل برخی از این پیچیدگی‌ها است.